# فانتوم بليد زيرو
فانتوم بليد زيرو هي لعبة لعبة تقمص أدوار قادمة، نوع هاك اند سلاش مغامرات، من تطوير ونشر إس جيمز وهي شركة صينية ناشئة. من المقرر اصدارها للنظام ويندوز وجهاز بلاي ستشن 5. ستتميز اللعبة بمعارك سريعة الوتيرة من منظور الشخص الثالث، تدور أحداثها في عالم مظلم مستوحى من الساموراي.

## نبذة
الشخصية الرئيسية سول، الذي يتم اتهامه بقتل رئيس "المنظمة". يتعرض سول لإصابة بليغة أثناء مطاردته، وينقذه معالج روحاني من الموت بعلاج سحري. يستمر العلاج لمدة 66 يومًا ويجب على سول أن يجد من أوقعه في جريمة القتل قبل نفاد وقته.

## روابط خارجية
- الموقع الرسمي